# Makeine: Too Many Losing Heroines!
Makeine: Too Many Losing Heroines! (jap. 負けヒロインが多すぎる！ Make hiroin ga ōsugiru!), skrótowo Makeine (jap. マケイン) – seria light novel napisana przez Takibiego Amamoriego i zilustrowana przez Imigimuru, publikowana nakładem wydawnictwa Shōgakukan pod imprintem Gagaga Bunko od lipca 2021.
Na jej podstawie powstała manga zilustrowana przez Itachi, która ukazuje się w serwisie Ura Sunday i aplikacji MangaOne od kwietnia 2022. Na bazie light novel powstał również serial anime wyprodukowany przez studio A-1 Pictures, który emitowano od lipca do września 2024. Zapowiedziano powstanie drugiego sezonu.

## Fabuła
Samozwańczy „bohater drugoplanowy” Kazuhiko Nukumizu przypadkowo jest świadkiem odrzucenia Anny Yanami, popularnej dziewczyny z jego klasy, przez jej przyjaciela z dzieciństwa. Chłopak określa ją mianem „przegranej bohaterki” i wkrótce angażuje się w znajomość z Anną i innymi podobnymi dziewczynami.

## Bohaterowie

### Klub literacki
- Kazuhiko Nukumizu (jap. 温水 和彦 Nukumizu Kazuhiko)

Seiyū: Shūichirō Umeda 
- Anna Yanami (jap. 八奈見 杏菜 Yanami Anna)

Seiyū: Hikaru Tono 
- Lemon Yakishio (jap. 焼塩 檸檬 Yakishio Remon)

Seiyū: Shion Wakayama 
- Chika Komari (jap. 小鞠 知花 Komari Chika)

Seiyū: Momoka Terasawa 
- Koto Tsukinoki (jap. 月之木 古都 Tsukinoki Koto)

Seiyū: Atsumi Tanezaki 
- Shintarō Tamaki (jap. 玉木 慎太郎 Tamaki Shintarō)

Seiyū: Yūsuke Kobayashi 

### Uczniowie i pracownicy Liceum Tsuwabuki
- Sōsuke Hakamada (jap. 袴田 草介 Hakamada Sōsuke)

Seiyū: Ryōta Ōsaka 
- Karen Himemiya (jap. 姫宮 華恋 Himemiya Karen)

Seiyū: Azumi Waki 
- Mitsuki Ayano (jap. 綾野 光希 Ayano Mitsuki)

Seiyū: Chiaki Kobayashi 
- Chihaya Asagumo (jap. 朝雲 千早 Asagumo Chihaya)

Seiyū: Reina Ueda 
- Konami Amanatsu (jap. 甘夏 古奈美 Amanatsu Konami)

Seiyū: Sumire Uesaka 
- Sayo Konuki (jap. 小抜 小夜 Konuki Sayo)

Seiyū: Chiwa Saitō 
- Yumeko Shikiya (jap. 志喜屋 夢子 Shikiya Yumeko)

Seiyū: Chika Anzai 

### Inni
- Kaju Nukumizu (jap. 温水 佳樹 Nukumizu Kaju)

Seiyū: Minami Tanaka 
- Asami Gondō (jap. 権藤 アサミ Gondō Asami)

Seiyū: Akira Sekine 

## Light novel
Seria ukazuje się nakładem wydawnictwa Shōgakukan pod imprintem Gagaga Bunko od 21 lipca 2021. Według stanu na 18 maja 2025, do tej pory wydano 8 tomów i 1 zbiór opowiadań.
| Nr  | Data wydania (język japoński) | ISBN (język japoński)  |
| --- | ----------------------------- | ---------------------- |
| 1   | 21 lipca 2021                 | ISBN 978-4-09-453017-9 |
| 2   | 18 listopada 2021             | ISBN 978-4-09-453041-4 |
| 3   | 19 kwietnia 2022              | ISBN 978-4-09-453064-3 |
| 4   | 18 października 2022          | ISBN 978-4-09-453094-0 |
| 5   | 17 marca 2023                 | ISBN 978-4-09-453118-3 |
| 6   | 18 grudnia 2023               | ISBN 978-4-09-453164-0 |
| 7   | 18 lipca 2024                 | ISBN 978-4-09-453197-8 |
| SSS | 18 lipca 2024                 | ISBN 978-4-09-453201-2 |
| 8   | 18 maja 2025                  | ISBN 978-4-09-453242-5 |

## Manga
Na podstawie light novel powstała manga zilustrowana przez Itachi, która ukazuje się w serwisie Ura Sunday i aplikacji MangaOne od 29 kwietnia 2022.
| Nr | Data wydania (język japoński) | ISBN (język japoński)  |
| -- | ----------------------------- | ---------------------- |
| 1  | 12 października 2022          | ISBN 978-4-09-851336-9 |
| 2  | 18 sierpnia 2023              | ISBN 978-4-09-852674-1 |
| 3  | 18 lipca 2024                 | ISBN 978-4-09-853388-6 |
| 4  | 10 stycznia 2025              | ISBN 978-4-09-853801-0 |

## Anime
Adaptacja w postaci telewizyjnego serialu anime została zapowiedziana w grudniu 2023. Została wyprodukowana przez Aniplex i zanimowana przez studio A-1 Pictures. Za reżyserię na podstawie scenariusza Masahiro Yokotaniego odpowiadał Shōtarō Kitamura, postacie zaprojektował Tetsuya Kawakami, a muzykę skomponowała Kana Utatane. Seria była emitowana od 14 lipca do 28 września 2024 w Tokyo MX i innych stacjach. Motywem otwierającym jest „Tsuyogaru Girl” (jap. つよがるガール) w wykonaniu BotchiBoromaru i Mossy z Necry Talkie. Prawa do streamingu serii nabył Crunchyroll.
6 kwietnia 2025 ogłoszono powstanie drugiego sezonu.

### Lista odcinków
| №  | Tytuł | Premiera         |
| -- | --- | ---------------- |
| 1  | Professional Childhood Friend Yanami Anna’s Style of Losing Puro osananajimi Yanami Anna no make-ppuri (プロ幼馴染八奈見杏菜の負けっぷり) | 14 lipca 2024    |
| 2  | The Promised Failure for You Yakusoku sareta haiboku o kimi ni (約束された敗北を君に) | 21 lipca 2024    |
| 3  | Losing the Battle Before it is Ever Fought Tatakau mae kara maketeiru (戦う前から負けている) | 28 lipca 2024    |
| 4  | When You Stare into a Losing Heroine, the Losing Heroine Stares Back into You Make hiroin o nozoku toki, make hiroin mo mata anata o nozoiteiru noda (負けヒロインを覗く時、負けヒロインもまたあなたを覗いているのだ)                                                                | 4 sierpnia 2024  |
| 5  | Asagumo Chihaya Is Led Astray Asagumo chihaya wa madowaseru (朝雲千早は惑わせる) | 11 sierpnia 2024 |
| 6  | Let Any One of You Who Has Never Been Dumped Be the First to Throw a Stone at the Losing Heroine Furareta koto no nai mono dake ga, make hiroin ni ishi o nagenasai (振られたことのない者だけが、負けヒロインに石を投げなさい)                                                       | 18 sierpnia 2024 |
| 7  | The Other Side of a Happy Ending Happīendo no mukōgawa (ハッピーエンドの向こう側) | 25 sierpnia 2024 |
| 8  | If You Are In Trouble, Feel Free to Consult Oko marideshitara kon saru ni (おこまりでしたらコンサルに) | 1 września 2024  |
| 9  | Teacher Thought It Was a Stain in the Ceiling or Something... Please Continue Sensei wa tenjō no shimi ka nankada to omotte, tsuzuki o dōzo (先生は天井の染みかなんかだと思って、続きをどうぞ)                                                                                       | 8 września 2024  |
| 10 | I Suppose It’s a Bit Too Early for Goodbye Sayōnara ni wa hayasugiru (さようならには早すぎる) | 15 września 2024 |
| 11 | Let’s Have a Talk About Responsibility Kekka sekinin nitsuite no hanashi o shiyō ka (結果責任についての話をしようか) | 22 września 2024 |
| 12 | Am I Actually Just Some Unseasoned Rando Who Drops In for the Last Episode With the Losing Heroine? Ore wa hyottoshite, saishū banashi de hiroin no yoko ni iru, pottode no mobukyara na no darō ka (俺はひょっとして、最終話でヒロインの横にいる、ポッと出のモブキャラなのだろうか) | 29 września 2024 |